# ذي لدام (القفر)

تعديل مصدري - تعديل

ذي لدام محلة تابعة لقرية الصنع، التابعة لعزلة بني سباء بمديرية القفر إحدى مديريات محافظة إب في الجمهورية اليمنية، بلغ تعداد سكانها 240 حسب تعداد اليمن لعام 2004.